# NGC 1504
NGC 1504 је елиптична галаксија у сазвежђу Еридан која се налази на NGC листи објеката дубоког неба.
Деклинација објекта је - 9° 20' 6" а ректасцензија 4h 2m 29,6s. Привидна величина (магнитуда) објекта NGC 1504 износи 14,4 а фотографска магнитуда 15,4. NGC 1504 је још познат и под ознакама MCG -2-11-8, NPM1G -09.0180, PGC 14336.